# Paolo Negro (scrittore)
Paolo Negro (Torino, 15 settembre 1963) è un giornalista e scrittore italiano.
Giornalista professionista dal 1990 si è occupato di inchieste, politica e approfondimenti. In ambito letterario, ha scritto romanzi storici e saggi d'inchiesta.

## Biografia
Figlio unico, dopo la maturità classica conseguita al liceo Massimo D'Azeglio di Torino, si è iscritto alla facoltà di Giurisprudenza e contemporaneamente alla Scuola biennale di giornalismo “Chiavazza” di Torino.
Inizia subito a collaborare con testate minori, sino a quando, pochi mesi dopo, viene assunto come redattore all'appena nato quotidiano “Corriere Alpino”. In seguito alla chiusura del giornale inizia a collaborare con Stampasera dove viene assunto un anno dopo. Si occupa di cronaca, costume, inchieste e segue, come inviato per qualche settimana, la guerra in Croazia.
Quattro anni dopo viene chiamato da Salvatore Tropea a La Repubblica dove rimane quasi sette anni seguendo i principali fatti politici e di cronaca.
Nel 2001 lascia La Repubblica e diviene portavoce del presidente della Regione Piemonte e Presidente della Conferenza delle Regioni italiane, Enzo Ghigo. Nel 2004 torna al giornalismo e ricopre l'incarico di caporedattore centrale nella redazione torinese de Il Giornale.
Nel 2006 è responsabile mass media del MedalsPlaza Olimpico delle Olimpiadi invernali di Torino 2006 e responsabile Mass media della Cerimonia di chiusura della Paralimpiadi 2006.
Nel 2006-2007 fa parte della Commissione d'esame per giornalista professionista e quindi per oltre un anno guida la redazione di Rovigo del quotidiano La Voce.
Nel 2008 esce il primo romanzo: L'Ultimo dei templari (Liberamente editore) presentato a Roma da Marco Travaglio e dal giudice Mario Almerighi (Nel 2009 ne esce una riedizione).
Nel 2010 pubblica Il Segreto dell'Arca (Liberamente editore).
Nel 2011 pubblica Filmgate - Intervista a Silvio Sardi (Editori Riuniti, prefazione di Marco Travaglio) in cui punta il dito sui misteri della compravendita dei diritti televisivi da parte di Mediaset-Mediatrade. In appendice al libro vengono anche allegate copie autenticate di contratti di cessione dei diritti di alcuni film a Mediaset in cui il gruppo berlusconiano accettava di pagare a società "amiche" prezzi anche quattro volte superiori a quelli che solo due settimane prima aveva rifiutato di versare ad altre società di intermediazione indipendenti. Due mesi dopo l'uscita del libro che in poche settimane provoca polemiche su giornali e televisioni, Silvio Sardi prima è chiamato dai magistrati romani e milanesi che da anni indagavano sulla cessione dei diritti televisivi, per confermare quanto dichiarato nelle pagine di Filmgate, quindi è ufficialmente inserito nell'azione giudiziaria come uno dei principali testimoni dell'accusa. Proprio su questo punto il legale di Silvio Berlusconi, l'avvocato Niccolò Ghedini, tenta di opporsi all'inserimento della testimonianza di Sardi invocando "vizi procedurali". La sua richiesta viene però respinta.
Con sentenza di prima grado, il Tribunale di Milano, il 26 ottobre 2012 ha chiuso quindi il processo Mediaset sulla compravendita dei diritti televisivi. Dopo dieci anni di indagini e sei di processo, Silvio Berlusconi è stato condannato per frode fiscale a 4 anni di reclusione (3 condonati con indulto), a cinque anni di interdizione dai pubblici uffici e a tre anni di interdizione dagli uffici direttivi delle imprese (provvedimento non immediatamente esecutivo, essendo la sentenza di primo grado). È stata riconosciuta la fondatezza della tesi del Pm De Pasquale (che aveva chiesto una condanna di 3 anni e 8 mesi) puntando il dito su quei continui passaggi di mano dei film che poi approdavano a Mediaset, fatti esclusivamente per far lievitare i prezzi in modo ingiustificato. Esattamente come ha raccontato e documentato Filmgate.
Nel gennaio 2014 pubblica per Arkadia Editore Spiritus Templi (che sarà poi pubblicato due anni dopo anche in Spagna e Sud America da Boveda editores)
Nel 2017 pubblica per Imprimatur editore Il nemico che gioca con i nomi
Nell'anno successivo - estate 2018 - pubblica, sempre per Imprimatur - il romanzo "Clone"

## Opere
- L'Ultimo dei Templari, Liberamente Editore, 2008, ISBN 8863110514.
- La leggenda dei Templari, Liberamente Editore, 2009, ISBN 9788863110517.
- Il segreto dell'Arca, Liberamente Editore, 2010, ISBN 8863111049.
- Filmgate. Intervista a Silvio Sardi, Editori Riuniti, 2011, ISBN 9788835990345.
- Spiritus Templi, Arkadia editore, 2014, p. 270. ISBN 886851012X
- Il nemico che gioca con i nomi, Imprimatur editore - Promozione distribuzione Rizzoli -, 2017, ISBN 8868305402
- Clone .Imprimatur editore - Promozione e distribuzione Mondadori Libri - 2018 - SBN 9788868306700